# Roca de Canalda
|  | Aquest article tracta sobre la muntanya del municipi d'Odèn (Solsonès). Vegeu-ne altres significats a «Canalda». |

La Roca de Canalda és una muntanya de 1.690 metres que forma part del massís del Port del Comte, a la comarca del Solsonès. La muntanya, una cinglera, té una longitud de quasi 2 quilòmetres de llarg, i en alguns punts supera els 200 metres d'alçada.
A la paret hi conviuen les vies d'escalada amb els nius d'ocells, ja que és un important punt de nidificació de diverses espècies d'aus.

## Coves dels Moros
Als peus de la cingles de la Roca de Canalda s'hi troben les coves dels Moros, situades al costat nord-occidental del llogaret de Canalda. Les coves dels Moros sembla que van ser els últims habitatges dels àrabs que van conquerir la comarca del Solsonès. Per poder-hi accedir cal seguir la carretera de coll de Jou en direcció a Cambrils (L-401) i, aproximadament a uns 5 km, cal deixar el cotxe i continuar a peu per una pista que surt a mà dreta i porta fins a sota mateix del cingle. Al Museu Diocesà de Solsona hi ha materials arqueològics procedents d’aquestes cavitats.